# Свети Георги Софийски (улица в София)
„Свети Георги Софийски“ е улица в София.
Разположена е между бул. „Академик Иван Евстратиев Гешов“ на запад, след който се нарича ул. „Найден Геров“, и бул. „Пенчо Славейков“ на изток, източно от който се нарича бул. „Прага“.

## Обекти
На ул. „Свети Георги Софийски“ или в нейния район се намират следните обекти:
- Площад Пиърс О`Махони
- Военномедицинска академия
- Факултета по дентална медицина към МУ София
- Множество университетски болници и подразделения към Медицинския университет:
  - Александровска болница
  - СБАЛ по инфекциозни и паразитни болести „Проф. Ив. Киров“
  - МБАЛББ „Света София“
  - УМБАЛ „Свети Иван Рилски“
  - Институтска СБАЛ по педиатрия
  - Ректората на Медицинския университет
  - Клиника по очни болести
  - Клиничен център по хемодиализа
  - Катедра очни болести
  - Централна медицинска библиотека
  - МУ – Учебен отдел и следдипломна квалификация
  - МУ – Катедра по предклинична медицина, съдебна медицина и анатомия
  - МУ – Катедра по патофизиология и лабораторна паразитология
  - Държавна университетска болница - Майчин дом
  - СБАЛ Света Екатерина - университетска болница
- Национален център по обществено здраве и анализи